# Helsingør Stift
Helsingør Stift er et stift, der omfatter Region Hovedstaden (på nær Københavns, Frederiksberg, Tårnby, Dragør og Bornholms Kommune), og hvis hovedkirke er Sankt Olai Kirke (Helsingør Domkirke). Stiftet blev pr. 1. januar 1961 udskilt af Københavns Stift og er således Danmarks yngste stift.
Stiftets biskop er Peter Birch, der den 1. februar 2021 afløste Lise-Lotte Rebel.
Stiftet består følgende provstier:
- Ballerup-Furesø Provsti
- Fredensborg Provsti
- Frederikssund Provsti
- Frederiksværk Provsti
- Gentofte Provsti
- Gladsaxe-Herlev Provsti
- Glostrup Provsti
- Helsingør Domprovsti
- Hillerød Provsti
- Høje Taastrup Provsti
- Kongens Lyngby Provsti
- Rudersdal Provsti
- Rødovre-Hvidovre Provsti

## Bisperækken
- J.B. Leer-Andersen 1961 – 1980
- Johannes Johansen 1980 – 1995
- Lise-Lotte Rebel 1995 - 2021
- Peter Birch[2] 2021 -

## Ekstern henvisning
- Helsingør Stift

56°02′09″N 12°36′51″Ø / 56.03572°N 12.61417°Ø